# Mats Lindgren
Mats Anders Lindgren (ur. 1 października 1974 w Skelleftei) – szwedzki hokeista, reprezentant Szwecji, olimpijczyk.

## Kariera zawodnicza
- Skellefteå AIK (1990–1993)
- Färjestad BK (1993–1995)
- Cape Breton Oilers (1995)
- Hamilton Bulldogs (1996)
- Edmonton Oilers (1996–1999)
- New York Islanders (1999–2002)
- Vancouver Canucks (2002–2004)
  -  Manitoba Moose (2003)

Wychowanek klubu Skellefteå AIK. W drafcie NHL z 1993 został wybrany przez Winnipeg Jets. W latach 1996–2003 występował w lidze NHL na pozycji środkowego. W sezonach zasadniczych NHL rozegrał łącznie 387 spotkań, w których strzelił 54 bramki oraz zaliczył 74 asysty. W klasyfikacji kanadyjskiej zdobył więc razem 128 punktów. 128 minut spędził na ławce kar. W play-offach NHL brał udział dwukrotnie. Rozegrał w nich łącznie 24 spotkania, w których strzelił 1 bramkę oraz zaliczył 5 asyst, co w klasyfikacji kanadyjskiej daje razem – 6 punktów. 10 minut spędził na ławce kar.
Uczestniczył w turniejach mistrzostw świata w zimowych igrzyskach olimpijskich 1998. 20 stycznia 2005 oficjalnie zakończył karierę zawodniczą.

## Kariera trenerska
W latach 2005–2010 asystent trenera w macierzystym klubie Skellefteå AIK. Od 2012 do 2014 asystent szkoleniowca zespołu AIK Ishockey, a od 2013 jeden z trzech głównych trenerów. W sezonie 2015/2016 asystent w kanadyjskim zespole North Shore Winter Club.

## Sukcesy
Reprezentacyjne
- Srebrny medal mistrzostw Europy juniorów do lat 18: 1992
- Srebrny medal mistrzostw świata juniorów do lat 20: 1993, 1994

Klubowe
- Puchar Spenglera: 1993, 1994 z Färjestad

Indywidualne
- Elitserien 1993/1994: Najlepszy pierwszoroczniak sezonu